# FloripaSat-1
FloripaSat-1是一个完全由巴西圣卡塔琳娜联邦大学的空间实验室（SpaceLab UFSC)的学生开发的科技展示项目。FloripaSet-1是一个方形卫星，由五个模组组成。其中核心模组包括了OBDH，TT&C，EPS，和ACS，载荷是一个无线中继站。该卫星作为中巴地质卫星CBERS-4A的第二个载荷，于2019年12月20日由长征四号乙运载火箭发射升空。